# Ludovic Giuly
Ludovic Giuly (Lyon, 10 juli 1976) is een Frans oud-voetballer.

## Clubvoetbal
Voor Olympique Lyonnais maakte Giuly in het seizoen 1994/95 zijn debuut als profvoetballer. In 1997 verkaste de aanvaller naar AS Monaco, waarmee hij in 2001 de Franse landstitel en in 2003 de Coupe de la Ligue won. Als aanvoerder van de Monegasken haalde Giuly onder leiding van trainer Didier Deschamps in het seizoen 2003/2004 de finale van de Champions League. Hierin werd verloren met 3-0 van het FC Porto van José Mourinho. Bovendien raakte Giuly in de finale geblesseerd aan de lies. Volgend op het succes in de Champions League wist Giuly een transfer af te dwingen naar FC Barcelona, waarmee onder leiding van Frank Rijkaard in zijn eerste twee seizoenen de Spaanse landstitel werd veroverd.
In 2006 kreeg Giuly bovendien de kans zich in een Europese finale te manifesteren. In de halve finales van de UEFA Champions League scoorde hij het enige doelpunt in de dubbele ontmoeting met AC Milan, waardoor FC Barcelona de finale haalde. In deze eindstrijd was Arsenal FC de tegenstander en Giuly leek de wedstrijd halverwege de eerste helft in het voordeel van FC Barcelona te hebben gebracht. Zijn doelpunt werd door scheidsrechter Terje Hauge echter afgekeurd, omdat al gefloten was voor een overtreding van Arsenal-keeper Jens Lehmann op Barça-aanvaller Samuel Eto'o. Ten onrechte werd de voordeelregel niet toegepast en het bleef 0-0. Uiteindelijk zou FC Barcelona de hoogste Europese beker toch veroveren door een 2-1-overwinning.
Op 17 juli 2007 werd hij door FC Barcelona verkocht aan het Italiaanse AS Roma. De transfersom bedroeg een slordige € 4,5 miljoen. Van medio 2008 tot medio 2011 speelde hij voor de Franse eersteklasser Paris Saint-Germain. Medio 2011 keerde hij terug bij AS Monaco, wat op dat moment net was gedegradeerd naar de Ligue 2. Hij tekende een contract voor twee jaar. Na het einde van het eerste seizoen vertrok hij echter, voor het begin van seizoen 2012-2013, naar het in de Ligue 1 spelende FC Lorient. Hier tekende hij een contract wat hem voor één seizoen aan de club bindt.
Van 2013 tot 2016 speelde Giuly voor de amateurs van Monts d'Or Azergues Foot. In 2016 keerde hij terug bij AS Monaco waar hij in het amateurelftal gaat spelen.

## Nationaal elftal
Met het Frans nationaal elftal won Giuly in 2003 de Confederations Cup. Hij miste Euro 2004 door een liesblessure, die de aanvaller had opgelopen in de Champions League-finale. Tot zijn ontzetting behoorde Giuly niet tot de Franse selectie voor het WK 2006, ondanks zijn goede prestaties bij FC Barcelona. De Franse pers zou spreken van een "zwarte lijst" van bondscoach Raymond Domenech, waar ook Robert Pirès, Olivier Dacourt en Nicolas Anelka op zouden staan.

## Spelerstatistieken
| Seizoen   | Club                | Wedstrijden | Doelpunten | Competitie       |
| --------- | ------------------- | ----------- | ---------- | ---------------- |
| 1994-1995 | Olympique Lyonnais  | 8           | 0          | Ligue 1          |
| 1995-1996 | Olympique Lyonnais  | 36          | 4          | Ligue 1          |
| 1996-1997 | Olympique Lyonnais  | 37          | 16         | Ligue 1          |
| 1997-1998 | Olympique Lyonnais  | 19          | 1          | Ligue 1          |
| 1997-1998 | AS Monaco           | 12          | 1          | Ligue 1          |
| 1998-1999 | AS Monaco           | 32          | 8          | Ligue 1          |
| 1999-2000 | AS Monaco           | 33          | 5          | Ligue 1          |
| 2000-2001 | AS Monaco           | 30          | 7          | Ligue 1          |
| 2001-2002 | AS Monaco           | 11          | 2          | Ligue 1          |
| 2002-2003 | AS Monaco           | 35          | 11         | Ligue 1          |
| 2003-2004 | AS Monaco           | 30          | 13         | Ligue 1          |
| 2004-2005 | FC Barcelona        | 29          | 11         | Primera División |
| 2005-2006 | FC Barcelona        | 29          | 5          | Primera División |
| 2006-2007 | FC Barcelona        | 27          | 3          | Primera División |
| 2007-2008 | AS Roma             | 32          | 6          | Serie A          |
| 2008-2009 | Paris Saint-Germain | 34          | 9          | Ligue 1          |
| 2009-2010 | Paris Saint-Germain | 31          | 3          | Ligue 1          |
| 2010-2011 | Paris Saint-Germain | 35          | 4          | Ligue 1          |
| 2011-2012 | AS Monaco           | 29          | 5          | Ligue 2          |
| 2012-2013 | FC Lorient          | 17          | 1          | Ligue 1          |
| Totaal    |                     | 547         | 115        |                  |

- Frankrijk: 17 interlands, 3 doelpunten.

## Erelijst
- Finalist Coupe de la Ligue: 1996 (Olympique Lyonnais) en 2001 (AS Monaco)
- Landskampioen Frankrijk: 2000 (AS Monaco).
- Winnaar Coupe de la Ligue: 2003 (AS Monaco)
- Champions League finalist: 2004 (AS Monaco).
- Landskampioen Spanje: 2005 en 2006 (FC Barcelona).
- Winnaar Spaanse Supercup: 2005 en 2006 (FC Barcelona).
- Winnaar Champions League: 2006 (FC Barcelona).
- Finalist Europese Super Cup: 2006 (FC Barcelona).
- Confederations Cup: 2003 (Frankrijk)